# 莫利安-德勒伊
莫利安-德勒伊（法語：Molliens-Dreuil，法語發音：[mɔljɛ̃ dʁœj]）是法国上法蘭西大區索姆省的一个市镇，属于亚眠区。该市镇于1972年由原市镇莫利安维达姆（Molliens-Vidame）和德勒伊莱莫利安（Dreuil-lès-Molliens）合并而成。

## 地理
莫利安-德勒伊（49°53'1"N, 2°1'9"E）面积22.8 平方千米，位于法国上法蘭西大區索姆省，该省份为法国北部沿海省份，北起加来海峡省和北部省，西接滨海塞纳省和大西洋英吉利海峡，南至瓦兹省，东临埃纳省。
与莫利安-德勒伊接壤的市镇（或旧市镇、城区）包括：布干维尔、康昂纳米耶努瓦、奥尔努瓦堡、蒙塔涅法耶勒、瓦西、里安库尔、圣欧班蒙特努瓦。

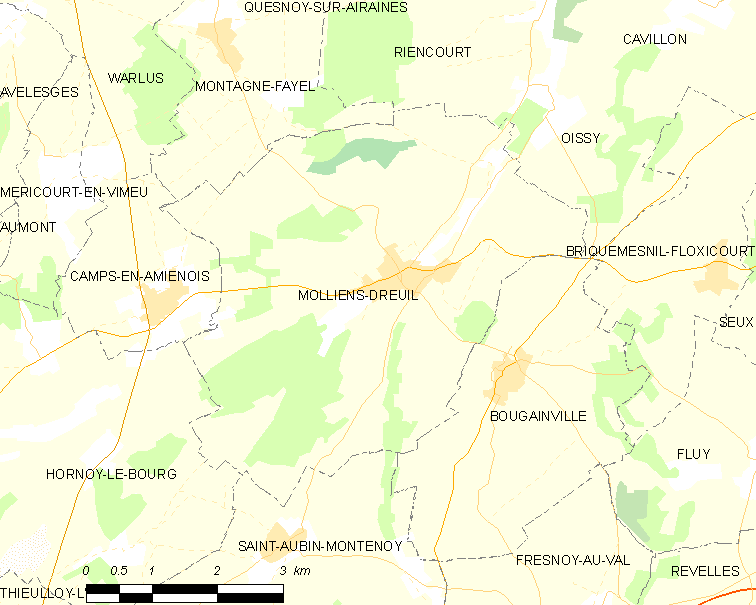
莫利安-德勒伊的OSM定位图

莫利安-德勒伊的时区为UTC+01:00、UTC+02:00（夏令时）。

## 行政
莫利安-德勒伊的邮政编码为80540，INSEE市镇编码为80554。

## 政治
莫利安-德勒伊所属的省级选区为索姆河畔阿伊县。

## 人口

1962-2008年间莫利安-德勒伊人口变化图示

莫利安-德勒伊于2022年1月1日时的人口数量为924人。